# Хьельсберг, Сверре
Сверре Хьельсберг (норв. Sverre Kjelsberg; 18 октября 1946, Тромсё, Тромс — 18 июня 2016 или 19 июня 2016, Тромсё, Тромс) — норвежский певец, музыкант, гитарист и композитор, представлявший Норвегию на Конкурсе песни Евровидение — 1980.

## Биография
Сверре Хьельсберг родился 18 октября 1946 года в Тромсё, Норвегия.
С 1964 года был членом музыкального коллектива The Pussycats,  известного своими яркими выступлениями и вкладом в рок-музыку.
В 1980 году вместе с норвежским исполнителем Маттисом Хетта представляли Норвегию на Конкурсе песни Евровидение и вышли в финал с песней «Sámiid Ædnan», в которой присутствовали элементы саамского йойка. Песня быстро завоевала популярность и стала одной из любимых детских песен в Норвегии.

## Дискография
- Etter mørketia (MAI, 1979)
- Kära Syster with Tage Löf, Swedish pianist (MAI, 1980) включена песня «Sámiid Ædnan[англ.]»
- Låla! (MAI, 1980) йойк с Маттисом Хетта[англ.]
- Sverre (Hot Line, 1982)
- Den glade pessimisten (OK, 1987), с Рагнаром Олсеном Ragnar Olsen
- Drømmen e fri (Nord-Norsk Plateselskap, 1994)
- Større kraft enn krutt (2005)